# Kunstareal

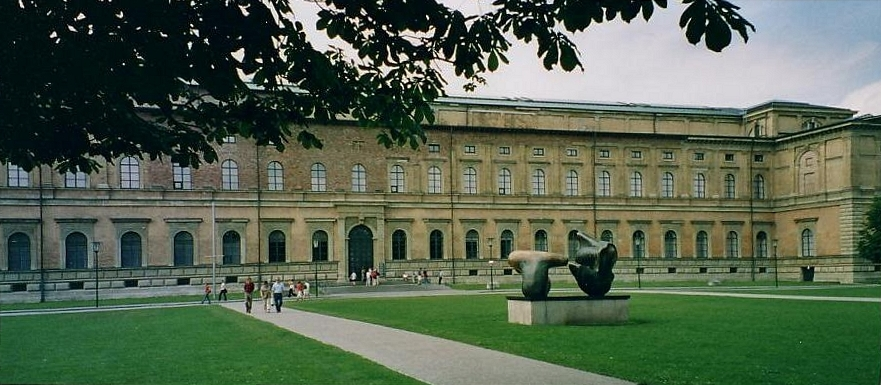
Alte Pinakothek.

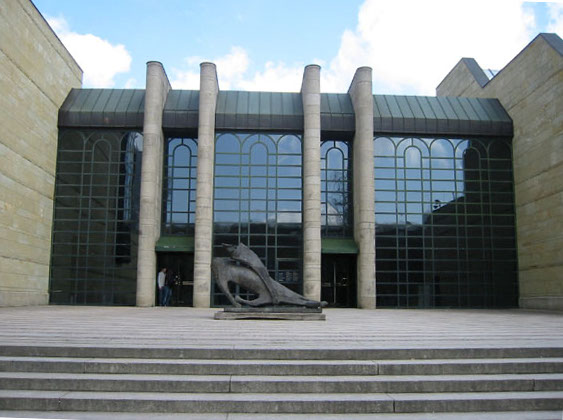
Neue Pinakothek.

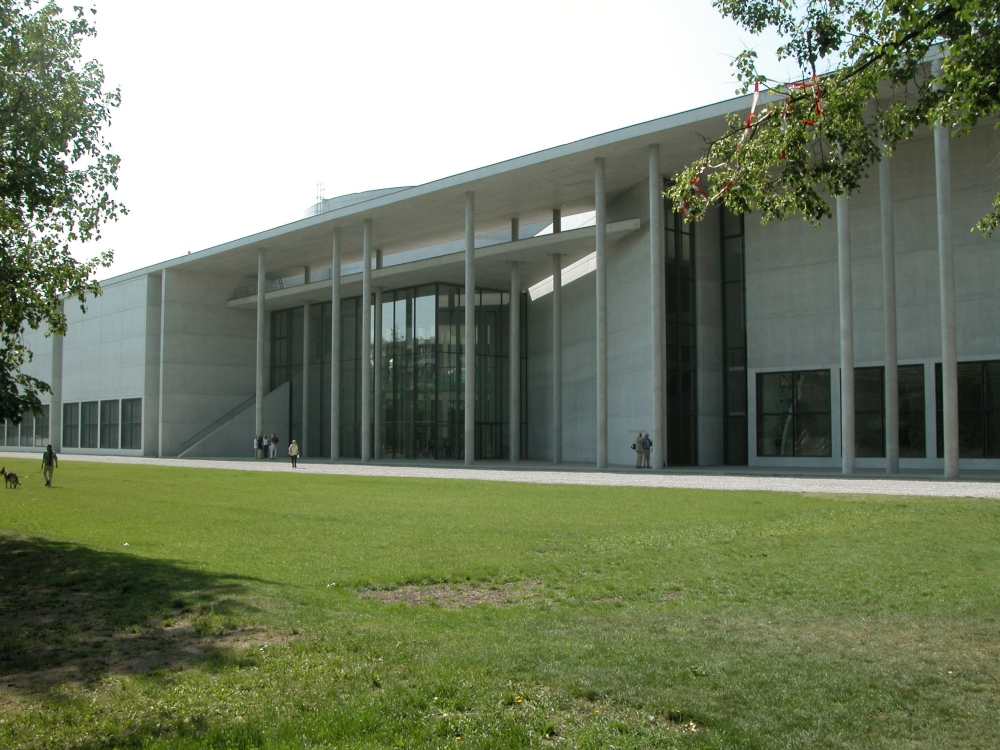
Pinakothek der Moderne.

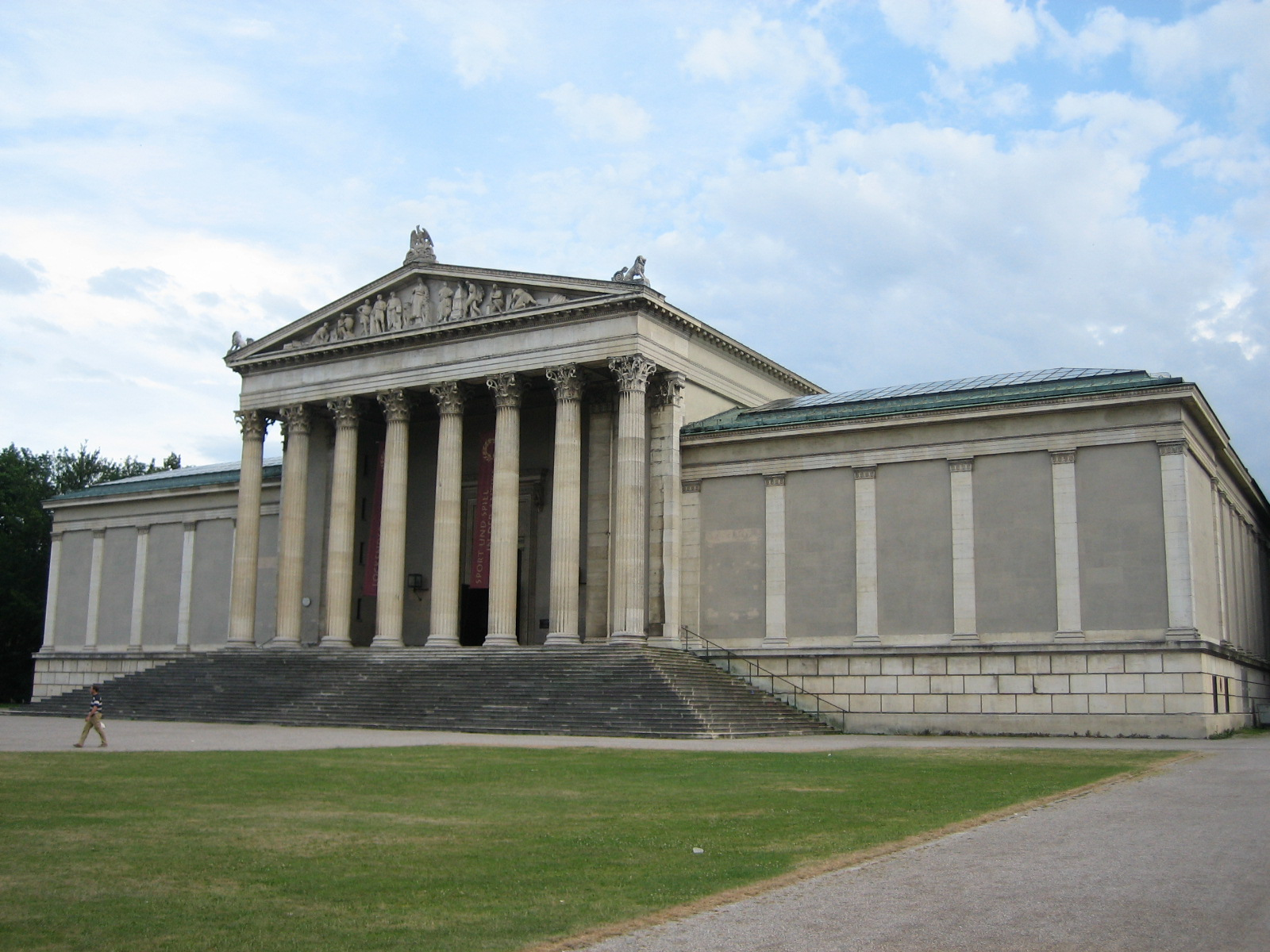
Staatliche Antikensammlung.

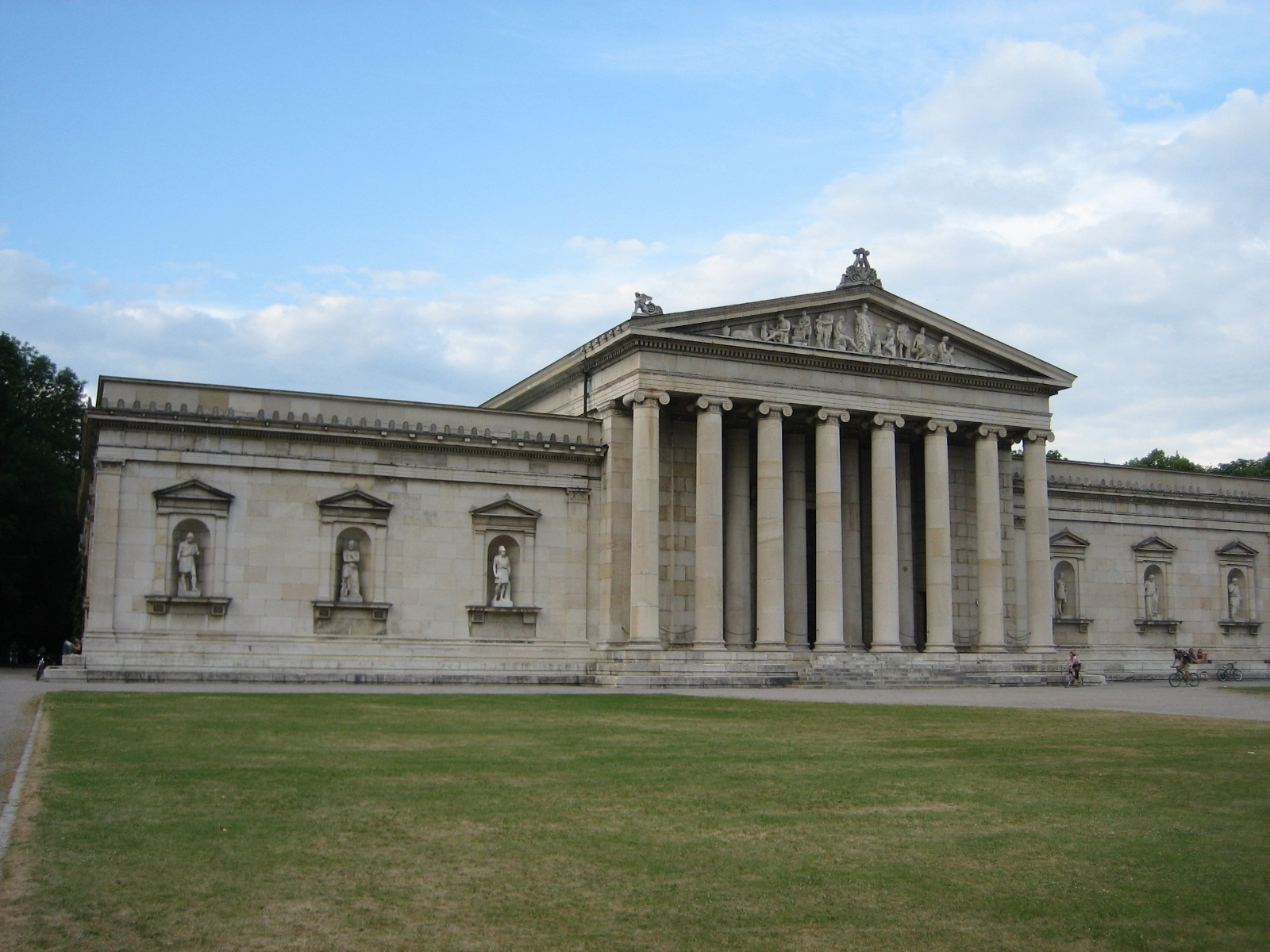
Gliptoteca de Múnic.

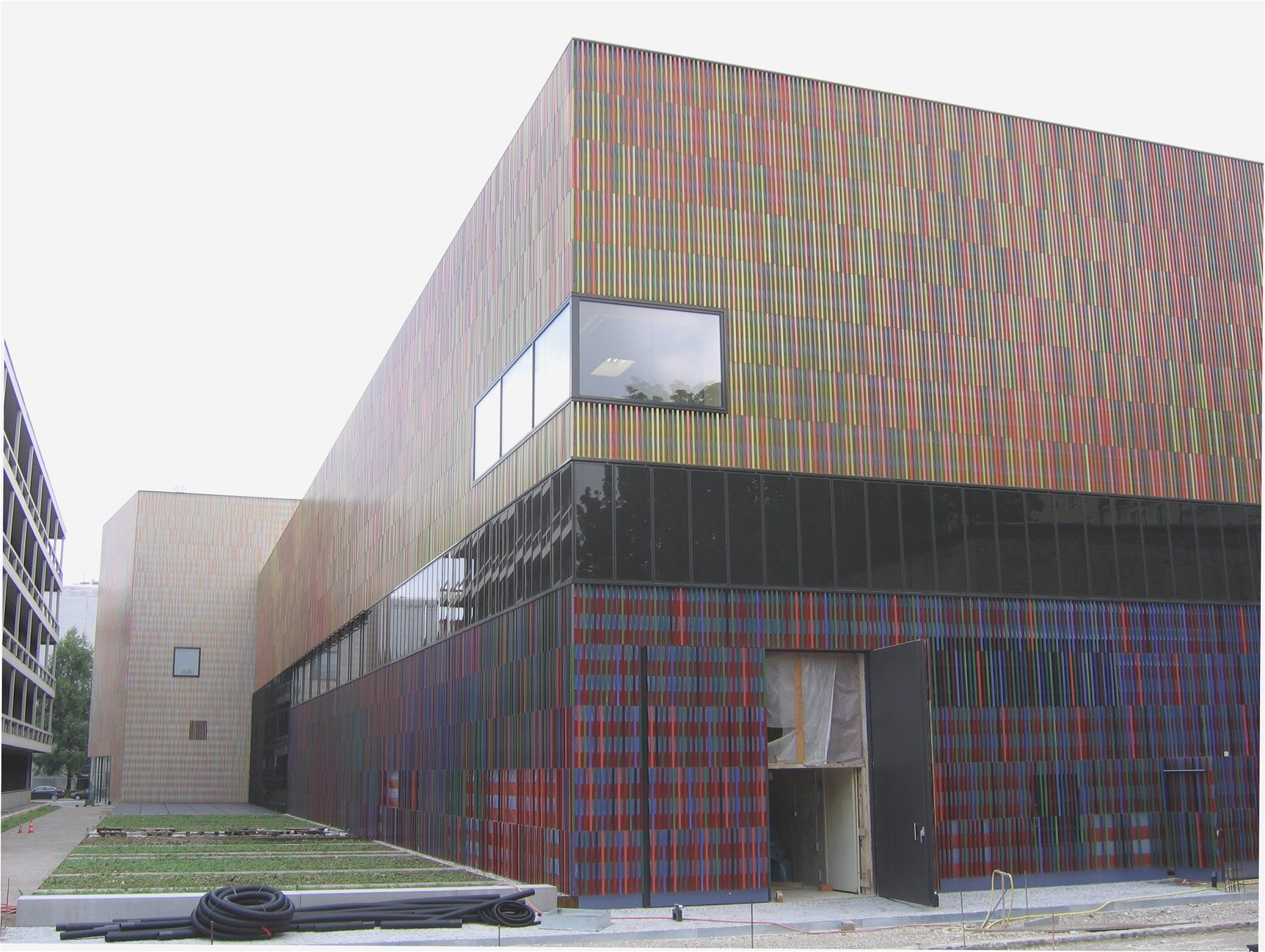
Museu Brandhorst

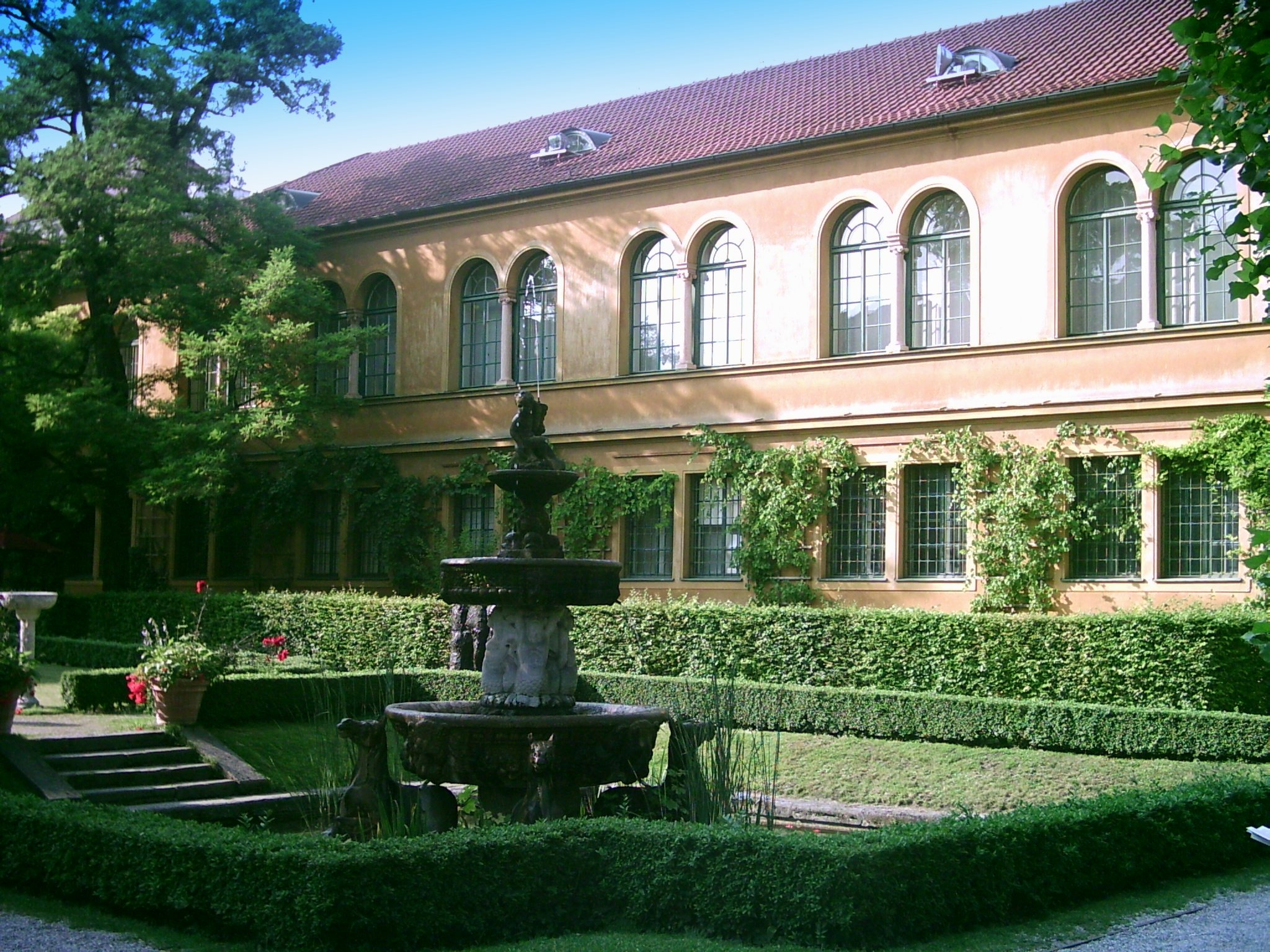
Lenbachhaus.

El  Districte de l'Art  de Múnic o  Kunstareal  en alemany, és un barri al centre de la capital bavaresa que està conformat per les tres pinacoteques de la ciutat (Alte Pinakothek, Neue Pinakothek i Pinakothek der Moderne), la Gliptoteca, la Staatliche Antikensammlungen o Col·lecció estatal d'antiguitats (ambdós museus especialitzats en art grec, etrusc i romà), la Lenbachhaus, el Museu Brandhorst (una col·lecció privada d'art modern) i diverses galeries d'art dels voltants. A més d'aquests edificis, es planegen construir un Museu estatal d'art egipci ( Ägyptische Staatssammlung ) i l'ampliació de la Lenbachhaus (planejada per concloure el 2012).
Al sud de la Pinakothek der Moderne es troba el palau neoclàssic  Palais Dürckheim  (construït entre 1842-1844) utilitzat per apropar els visitants al món de l'art. La  Türkentor  (1826) era la porta d'una caserna militar i és el seu únic resta existent. Allà es planegen exhibir mustras temporals d'art contemporani.
Al  Kunstareal  també es troben altres museus de ciències naturals com el  Paläontologisches Museum  (Museu paleontològic), l' Museum Reich der Kristall  (Museu Regne dels Cristalls) i el  Geologische Museum  (Museu geològic).

## Museus
- Alte Pinakothek Pinacoteca antiga (Pintura europea del segle xiii al XVIII)
- Neue Pinakothek Pinacoteca nova (Pintura i escultura europea del segle xviii al XIX)
- Pinakothek der Moderne Pinacoteca moderna (Pintura, escultura i fotografia internacional del segle XX al XXI, Col·lecció de disseny, Gràfica i Arquitectura)
- Palais Dürckheim (Centre mediàtic)
- Türkentor (Exposicions temporals)
- Museum Brandhorst (Col·lecció privada de pintura moderna)
- Glyptothek München (Escultura grega, etrusca i romana)
- Staatliche Antikensammlungen Col·lecció estatal d'antiguitats (ceràmica grega, etrusca i romana, joieria i altres objectes)
- Lenbachhaus (Pintura de Múnic, Pintures del moviment Blaue Reiter i pintures i escultures dels segles XX i XXI)
- Staatliche Graphische Sammlung (Gràfica internacional del renaixement al present)